# Qaleh-ye Olya
 (juin 2018).
Qaleh-ye Olya (en persan : قلعه عليا romanisé en Qal'eh-ye ‘Olyā et également connu sous les noms de Kaleh, Qal‘eh, Qal‘eh Bālā, et Qal‘eh-ye Bālā) est un village de l’Azerbaïdjan oriental en Iran. Lors du recensement de 2006, sa population était de 325 habitants pour 57 familles.